# Canton de Souillac
Le canton de Souillac est une circonscription électorale française située dans le département du Lot et la région Occitanie.

## Géographie
Ce canton est organisé autour de Souillac dans l'arrondissement de Gourdon. Son altitude varie de 80 m (Lacave) à 356 m (Gignac) pour une altitude moyenne de 291 m.

## Histoire
Par décret du 13 février 2014, le nombre de cantons du département est divisé par deux, avec mise en application aux élections départementales de mars 2015. Le canton de Souillac est conservé et s'agrandit. Il passe de 9 à 18 communes.

## Représentation

### Conseillers généraux de 1833 à 2015
| Période | Période          | Identité                       | Étiquette                    | Qualité |
| ------- | ---------------- | ------------------------------ | ---------------------------- | --- |
| 1833    | 1848             | Jean-Baptiste Deltheil         |                              | Maître de forges à Souillac |
| 1848    | 1852             | Raymond de Verninac Saint-Maur |                              | Contre-amiral, Souillac Ministre de la Marine                                                                                                   |
| 1852    | 1871             | Jean Deltheil                  | Majorité dynastique          | Maître de forges à Souillac Député (1836-1842, 1851, 1852-1870) Président du Conseil Général                                                    |
| 1871    | 1880             | Comte Raoul de Marqueyssac     | Droite                       | Vice-amiral |
| 1880    | 1892             | Joseph-Noël Faurie             | Républicain                  | Notaire, maire de Souillac (1876-1882) |
| 1892    | 1894 (démission) | Jules Many                     | Républicain radical          | Chef de cabinet du Ministre du Travail |
| 1894    | 1919             | Martin Malvy                   | Parti radical                | Directeur d'une minoterie Maire de Souillac (1892-1919)                                                                                         |
| 1919    | 1928 (décès)     | Joachim Claret                 | RG                           | Maire de Souillac (1919-1928) |
| 1928    | 1940             | Joseph Léry                    | SFIO                         | Propriétaire, adjoint au maire de Souillac, conseiller d'arrondissement                                                                         |
|         |                  |                                |                              | |
| 1943    | 1945             | André Bizac                    | ?                            | Propriétaire à Souillac (maire de 1940 à 1944) Membre de la commission administrative du Lot (1941-1943) Nommé conseiller départemental en 1943 |
|         |                  |                                |                              | |
| 1945    | 1949             | Édouard Laval                  | PCF                          | Forgeron, Saint-Sozy puis Mayrac |
| 1949    | 1985             | Edmond Massaud                 | SFIO puis PS                 | Agriculteur - Maire de Lanzac (1983-1989) Député (1984-1986)                                                                                    |
| 1985    | 2004             | Alain Chastagnol               | RPR puis UMP                 | Agrégé de lettres - Maire de Souillac (1977-2008) Député (1986-1988) Conseiller régional (1992-1998)                                            |
| 2004    | 2015             | André Lestrade                 | SE (Majorité départementale) | Entrepreneur Maire de Lacave |

### Conseillers d'arrondissement (de 1833 à 1940)
| Période                                  | Période      | Identité                           | Étiquette   | Qualité |
| ---------------------------------------- | ------------ | ---------------------------------- | ----------- | --- |
| 1833                                     | 1848         | Bertrand Doussot                   |             | Maire de Souillac (1832-1848 et 1848-1867)                                                                  |
|                                          |              |                                    |             | |
|                                          | 1890 (décès) | M. Castanet                        |             | |
| 1890                                     | 1910 (décès) | Louis Baspeyras                    | Républicain | Propriétaire, maire de Lachapelle (1862-1909)                                                               |
|                                          |              |                                    |             | |
| 1919                                     | 1922         | M. Bergerol                        | Radical     | |
| 1922                                     | 1925         | M. Delpech                         |             | |
| 1925                                     | 1928         | Joseph Léry                        | SFIO        | Adjoint au maire de Souillac                                                                                |
| 1928                                     |              | Amédée Antoine Gouygou (1881-1963) | Radical     | Agriculteur, maire de Saint-Sozy                                                                            |
|                                          | 1940         | M. Massaud                         | SFIO        | |
| 1940                                     |              |                                    |             | Les conseils d'arrondissement ont été suspendus par la loi du 12 octobre 1940 et n'ont jamais été réactivés |
| Les données manquantes sont à compléter. |              |                                    |             | |

### Représentation à partir de 2015
| Période élective | Période élective | Mandat | Mandat   | Identité                 | Nuance | Nuance | Qualité |
| ---------------- | ---------------- | ------ | -------- | ------------------------ | ------ | ------ | --- |
| 2015             | 2021             | 2015   | 2021     | Monique Boutinaud        |        | LREM   | Retraitée de la fonction publique Maire de Masclat (depuis 2008) |
| 2015             | 2021             | 2015   | 2021     | Gilles Liebus            |        | LREM   | Hôtelier-restaurateur Maire DVG de Meyronne (2001-2020), Maire LREM de Souillac (depuis 2020) Président de la Communauté de communes Causses et vallée de la Dordogne (jusqu'en 2020) |
| 2021             | 2028             | 2021   | en cours | Violaine Delpech-Fraysse |        | PS     | Graphiste, agent territorial, ancienne conseillère municipale de Payrac |
| 2021             | 2028             | 2021   | en cours | Régis Villepontoux       |        | PS     | Ancien employé, maire de Pinsac |

### Résultats détaillés

#### Élections de mars 2015
À l'issue du 1er tour des élections départementales de 2015, deux binômes sont en ballottage : Monique Boutinaud et Gilles Liebus (DVG, 47,07 %) et Raymond Bellat et Amélie Zeller (FN, 21,17 %). Le taux de participation est de 58 % (4 704 votants sur 8 111 inscrits) contre 59,43 % au niveau départemental et 50,17 % au niveau national.
Au second tour, Monique Boutinaud et Gilles Liebus (DVG) sont élus avec 73,51 % des suffrages exprimés et un taux de participation de 58,16 % (3 024 voix pour 4 717 votants et 8 111 inscrits).
Gilles Liebus est membre de LREM.

#### Élections de juin 2021
Le premier tour des élections départementales de 2021 est marqué par un très faible taux de participation (33,26 % au niveau national). Dans le canton de Souillac, ce taux de participation est de 45,97 % (3 709 votants sur 8 068 inscrits) contre 43,85 % au niveau départemental. À l'issue de ce premier tour, deux binômes sont en ballottage : Chantal Lacassagne et Gilles Liébus (Union au centre, 42,18 %) et Violaine Delpech-Fraysse et Régis Villepontoux (Union à gauche, 36,26 %).
Le second tour des élections est marqué une nouvelle fois par une abstention massive équivalente au premier tour. Les taux de participation sont de 34,36 % au niveau national, 45,92 % dans le département et 51,65 % dans le canton de Souillac. Violaine Delpech-Fraysse et Régis Villepontoux (Union à gauche) sont élus avec 50,29 % des suffrages exprimés (1 930 voix pour 4 167 votants et 8 067 inscrits),,.

## Composition

### Composition avant 2015
Avant le redécoupage cantonal de 2014, le canton de Souillac groupait neuf communes.
| Nom                  | Code Insee | Codepostal | Superficie (km2) | Population (dernière pop. légale) | Densité (hab./km2) |
| -------------------- | ---------- | ---------- | ---------------- | --------------------------------- | ------------------ |
| Souillac (chef-lieu) | 46309      | 46200      | 25,92            | 3 615 (2012)                      | 139                |
| Gignac               | 46118      | 46600      | 40,66            | 645 (2012)                        | 16                 |
| Lacave               | 46144      | 46200      | 21,19            | 282 (2012)                        | 13                 |
| Lachapelle-Auzac     | 46145      | 46200      | 31,34            | 766 (2012)                        | 24                 |
| Lanzac               | 46153      | 46200      | 14,62            | 614 (2012)                        | 42                 |
| Meyronne             | 46192      | 46200      | 8,04             | 292 (2012)                        | 36                 |
| Pinsac               | 46220      | 46200      | 19,69            | 754 (2012)                        | 38                 |
| Saint-Sozy           | 46293      | 46200      | 8,59             | 496 (2012)                        | 58                 |
| Mayrac               | 46337      | 46200      | 7,86             | 272 (2012)                        | 35                 |

### Composition depuis 2015
Le canton compte désormais dix-huit communes.
| Nom                              | Code Insee | Intercommunalité                    | Superficie (km2) | Population (dernière pop. légale) | Densité (hab./km2) | Modifier                                    |
| -------------------------------- | ---------- | ----------------------------------- | ---------------- | --------------------------------- | ------------------ | ------------------------------------------- |
| Souillac (bureau centralisateur) | 46309      | CC Causses et Vallée de la Dordogne | 25,92            | 3 199 (2022)                      | 123                | modifier les données · modifier les données |
| Calès                            | 46047      | CC Causses et Vallée de la Dordogne | 34,23            | 165 (2022)                        | 4,8                | modifier les données · modifier les données |
| Fajoles                          | 46098      | CC Quercy-Bouriane                  | 8,98             | 313 (2022)                        | 35                 | modifier les données · modifier les données |
| Gignac                           | 46118      | CC Causses et Vallée de la Dordogne | 40,66            | 683 (2022)                        | 17                 | modifier les données · modifier les données |
| Lacave                           | 46144      | CC Causses et Vallée de la Dordogne | 21,19            | 264 (2022)                        | 12                 | modifier les données · modifier les données |
| Lachapelle-Auzac                 | 46145      | CC Causses et Vallée de la Dordogne | 31,34            | 796 (2022)                        | 25                 | modifier les données · modifier les données |
| Lamothe-Fénelon                  | 46152      | CC Causses et Vallée de la Dordogne | 13,99            | 318 (2022)                        | 23                 | modifier les données · modifier les données |
| Lanzac                           | 46153      | CC Causses et Vallée de la Dordogne | 14,62            | 571 (2022)                        | 39                 | modifier les données · modifier les données |
| Loupiac                          | 46178      | CC Causses et Vallée de la Dordogne | 12,65            | 273 (2022)                        | 22                 | modifier les données · modifier les données |
| Masclat                          | 46186      | CC Causses et Vallée de la Dordogne | 10,02            | 356 (2022)                        | 36                 | modifier les données · modifier les données |
| Mayrac                           | 46337      | CC Causses et Vallée de la Dordogne | 7,86             | 256 (2022)                        | 33                 | modifier les données · modifier les données |
| Meyronne                         | 46192      | CC Causses et Vallée de la Dordogne | 8,04             | 264 (2022)                        | 33                 | modifier les données · modifier les données |
| Nadaillac-de-Rouge               | 46209      | CC Causses et Vallée de la Dordogne | 7,73             | 170 (2022)                        | 22                 | modifier les données · modifier les données |
| Payrac                           | 46215      | CC Causses et Vallée de la Dordogne | 19,50            | 666 (2022)                        | 34                 | modifier les données · modifier les données |
| Pinsac                           | 46220      | CC Causses et Vallée de la Dordogne | 19,69            | 771 (2022)                        | 39                 | modifier les données · modifier les données |
| Reilhaguet                       | 46236      | CC Causses et Vallée de la Dordogne | 15,96            | 151 (2022)                        | 9,5                | modifier les données · modifier les données |
| Le Roc                           | 46239      | CC Causses et Vallée de la Dordogne | 6,95             | 208 (2022)                        | 30                 | modifier les données · modifier les données |
| Saint-Sozy                       | 46293      | CC Causses et Vallée de la Dordogne | 8,59             | 486 (2022)                        | 57                 | modifier les données · modifier les données |
| Canton de Souillac               | 4617       |                                     | 307,92           | 9 910 (2022)                      | 32                 | modifier les données                        |

## Démographie

### Démographie avant 2015
| 1962  | 1968  | 1975  | 1982  | 1990  | 1999  | 2006  | 2011  | 2012  |
| ----- | ----- | ----- | ----- | ----- | ----- | ----- | ----- | ----- |
| 6 308 | 6 614 | 6 751 | 6 695 | 6 926 | 7 471 | 7 974 | 7 922 | 7 736 |

### Démographie depuis 2015
En 2022, le canton comptait 9 910 habitants, en évolution de −0,08 % par rapport à 2016 (Lot : +1,31 %, France hors Mayotte : +2,11 %).
| 2013   | 2018  | 2022  |
| ------ | ----- | ----- |
| 10 088 | 9 858 | 9 910 |